# Weil (Bavière)
Pour les articles homonymes, voir Weil.
Weil est une commune de Bavière (Allemagne), située dans l'arrondissement de Landsberg am Lech, dans le district de Haute-Bavière.